# Theo Vennemann
Theo Vennemann (Oberhausen 27 de mayo de 1937) es un lingüista alemán, profesor emérito de Lingüística Germánica y Teórica de la Universidad de Múnich.

## Formación académica
Completó la secundaria en la Hoffmann-von-Fallersleben-Schule de Brunswick. Desde 1957 estudió matemáticas, física y filosofía en la Universidad de Gotinga. En 1959 se trasladó a la Universidad de Marburgo donde se graduó en matemáticas, germanística y filosofía en 1964.
Después de una estadía en la Universidad de Texas en Austin, desde 1965 hasta 1974 fue profesor asistente en la Universidad de California en Los Ángeles y obtuvo en 1968 su doctorado en fonología alemana.

## Vida profesional
Desde 1974 hasta 2005 fue profesor en la Universidad de Múnich, donde además ha sido Vicedecano y Decano de la Facultad de Lenguas y Literatura. También ha sido profesor invitado en Salzburgo, en la Universidad Libre de Berlín y en la Universidad Estatal de Nueva York. Desde 1996 Vennemann es además miembro del concejo municipal de Ried (Baviera).

## Investigaciones
Vennemann ha realizado investigaciones sobre tipología lingüística general y sobre la paleolingüística de Europa. Es conocido por su teoría del sustrato vascónico, según la cual la toponimia e hidronimia de Europa occidental y central, Gran Bretaña e Irlanda evidencia la existencia antigua de un sustrato de población que hablaba idiomas de la familia del actual euskera. Ha sido debatida también su hipótesis sobre la influencia semítica en las lenguas germánicas. Ha intentado demostrar que el alfabeto rúnico procede directamente del alfabeto fenicio transmitido por medio de los cartagineses.

## Obras
- German phonology. Ann Arbor, Míchigan, 1968.
- Schuchardt, the neogrammarians, and the transformation theory of phonological change. Athenäum, Frankfurt a. M., 1972. ISBN 3-7610-4826-2
- Linguistik und Nachbarwissenschaften. Scriptor, Kronberg, 1973. ISBN 3-589-00001-5
- Neuere Entwicklungen in der Phonologie. de Gruyter, Berlín, 1986. ISBN 3-11-010980-8
- Sprache und Grammatik. Grundprobleme der linguistischen Sprachbeschreibung. Wissenschaftliche Buchgesellschaft, Darmstadt, 1982. ISBN 3-534-08305-9
- Basken, Semiten, Indogermanen. Urheimatfragen in linguistischer und anthropologischer Sicht. In: Sprache und Kultur der Indogermanen. Akten der X. Fachtagung der Indogermanischen Gesellschaft, 22.-28. September 1996. Hrsg. v. Wolfgang Meid. Innsbrucker Beiträge zur Sprachwissenschaft. Bd 93. Innsbruck, 1998, 119-138. ISBN 3-85124-668-3
- Europa Vasconica - Europa Semitica. Trends in linguistics. Studies and monographs. Bd 138. de Gruyter, Berlín, 2003. ISBN 3-11-017054-X